# Benoni Ambăruș
Mons. Benoni Ambăruş (* 22. září 1974 Somușca) je rumunský římskokatolický duchovní a arcibiskup.

## Život
Narodil se 22. září 1974 v Somușce.
Roku 1990 vstoupil do kněžského semináře v Jasy a roku 1996 pokračoval v kněžské formaci v Papežském římském větším semináři. Dne 29. června 2000 jej arcibiskup Jean-Claude Périsset vysvětil na kněze a byl inkardinován do diecéze Jasy. Následující rok obdržel na Papežské univerzitě Gregoriana licenciát ze systematické teologie. Poté působil v pastorační službě v Římě a jako učitel semináře.
Roku 2007 byl inkardinován do diecéze Řím. Sloužil několika farnostech města. Od roku 2017 se stal viceprezidentem Caritas a poté ředitelem. Dne 20. března 2021 jej papež František jmenoval pomocným biskupem diecéze Řím a titulárním biskupem z Tronta. Biskupské svěcení přijal 2. května 2021 z rukou kardinála Angela De Donatis a spolusvětiteli byli kardinál Enrico Feroci a arcibiskup Aurel Percă.
Dne 18. června 2025 byl papežem Lvem XIV. jmenován arcibiskupem Matery-Irsiny a biskupem Tricarica in persona episcopi.